# Leptotarsus (Macromastix) lunatus
Leptotarsus (Macromastix) lunatus is een tweevleugelige uit de familie langpootmuggen (Tipulidae). De soort komt voor in het Australaziatisch gebied.